# Tekna, Marocko
Tekna (franska: Tekna (CR), Tekna (Commune Rurale), arabiska: أولاد بن حمادي) är en kommun i Marocko.   Den ligger i provinsen Sidi Kacem och regionen Rabat-Salé-Kénitra, i den nordöstra delen av landet, 120 km öster om huvudstaden Rabat. Antalet invånare är 6 994.